# Faadhippolhu
Faadhippolhu  är en atoll i Maldiverna. Den omfattar samma område som administrativa atollen Lhaviyani atoll, i den norra delen av landet, mellan 120 och 140 kilometer norr om huvudstaden Malé. 
Den består av 52 öar, varav fyra är bebodda: Hinnavaru, Kurendhoo, Naifaru och Olhuvelifushi. 
Dessutom finns turistanläggningar på ett antal öar som officiellt räknas som obebodda.